# Sophie-Amélie d'Ahlefeldt
Sophie-Amélie d'Ahlefeldt (en danois Sophie Amalie af Ahlefeldt, née à Copenhague le 12 juin 1675 et morte à Sønderborg le 24 décembre 1741) est la fille du comte Frédéric d'Ahlefeldt (1623-1686) (de) (1623-1686) et de Marie-Élisabeth de Leiningen-Dagsbourg-Hartenbourg (1648-1724).

## Mariage et descendance
Le 27 novembre 1694 elle se marie à Hambourg avec Frédéric-Guillaume de Schleswig-Holstein-Sonderbourg-Augustenbourg (1668-1714), le petit-fils du duc Ernest-Gonthier de Schleswig-Holstein-Sonderbourg-Augustenbourg (1609-1689) et de la princesse Augusta de Schleswig-Holstein-Sonderbourg-Glücksbourg (1633-1701). Le couple a cinq enfants :
1. Christian Auguste de Schleswig-Holstein-Sonderbourg-Augustenbourg (1696-1754), marié avec Frédérique-Louise de Danneskiold-Samsoe (ca) (1699-1744).
2. Charlotte (1697-1760)
3. Sophie (1699-1765)
4. Augusta, née et morte 1700
5. Frédéric